# Gonactinia
Gonactinia is een geslacht van zeeanemonen uit de klasse van de Anthozoa (bloemdieren).

## Soort
- Gonactinia prolifera (Sars, 1835)